# سنت هیلیری (مینه‌سوتا)
سنت هیلیری، مینه‌سوتا (به انگلیسی: St. Hilaire, Minnesota) یک شهر در ایالات متحده آمریکا است که در شهرستان پنینگتن واقع شده‌است.

## خصوصیات
سنت هیلیری ۲٫۱۵ کیلومترمربع مساحت و ۲۷۹ نفر جمعیت دارد و ۳۳۲ متر بالاتر از سطح دریا واقع شده‌است.